# Sitio de Ostende
El sitio de Ostende fue un asedio de más de tres años de duración en el que los tercios del Imperio español cercaron y conquistaron la ciudad de Ostende (actual Bélgica), defendida por las fuerzas de las Provincias Unidas de los Países Bajos con el apoyo de tropas inglesas, desarrollado en el contexto de la guerra de Flandes.
El empeño de ambas bandos en la disputa por la única plaza holandesa en la provincia de Flandes, hizo que la campaña se prolongase más que cualquier otra en el transcurso de la guerra, provocando uno de los asedios más largos y cruentos de la historia mundial: más de 100 000 personas resultaron muertas durante el sitio.
La ciudad quedó totalmente destruida por las operaciones del largo asedio que concluyó con la conquista por los tercios de Ambrosio Spinola. Los objetivos españoles de controlar la plaza, de alto valor estratégico por su situación geográfica desde la que dominaba el mar del Norte, se vieron frustrados por la conquista holandesa del puerto de La Esclusa un mes antes de la rendición de Ostende. El coste económico de una campaña tan larga y el elevado número de bajas llevaron a los dos bandos en guerra a plantearse la necesidad de una tregua, que se plasmaría cinco años después en la Tregua de los doce años.

## Contexto histórico
En 1568, durante el reinado de Felipe II de España, los Países Bajos, hasta entonces bajo el dominio del Imperio español, se alzaron en armas contra la Corona española en respuesta a las imposiciones religiosas católicas y las cargas económicas a las que los sometía el imperio, intentando conseguir su independencia en una serie de batallas que constituirían la guerra de los Ochenta Años o guerra de Flandes.
En 1601, siendo rey Felipe III y su valido el duque de Lerma, España a pesar de mantener su hegemonía a nivel mundial, se encontraba económicamente debilitada: la quiebra de la Hacienda Real en 1575; la guerra con Francia que duraría hasta 1598; la guerra con Inglaterra librada desde 1585, que incluyó el desastre de la Armada Invencible; las operaciones contra los otomanos en el Mediterráneo; y la guerra de Flandes contra las fuerzas rebeldes de las Provincias Unidas de los Países Bajos hacían que economía de España no diera abasto. Los archiduques Alberto de Austria e Isabel Clara Eugenia, cuñado y hermana de Felipe III, gobernaban como soberanos los Países Bajos.

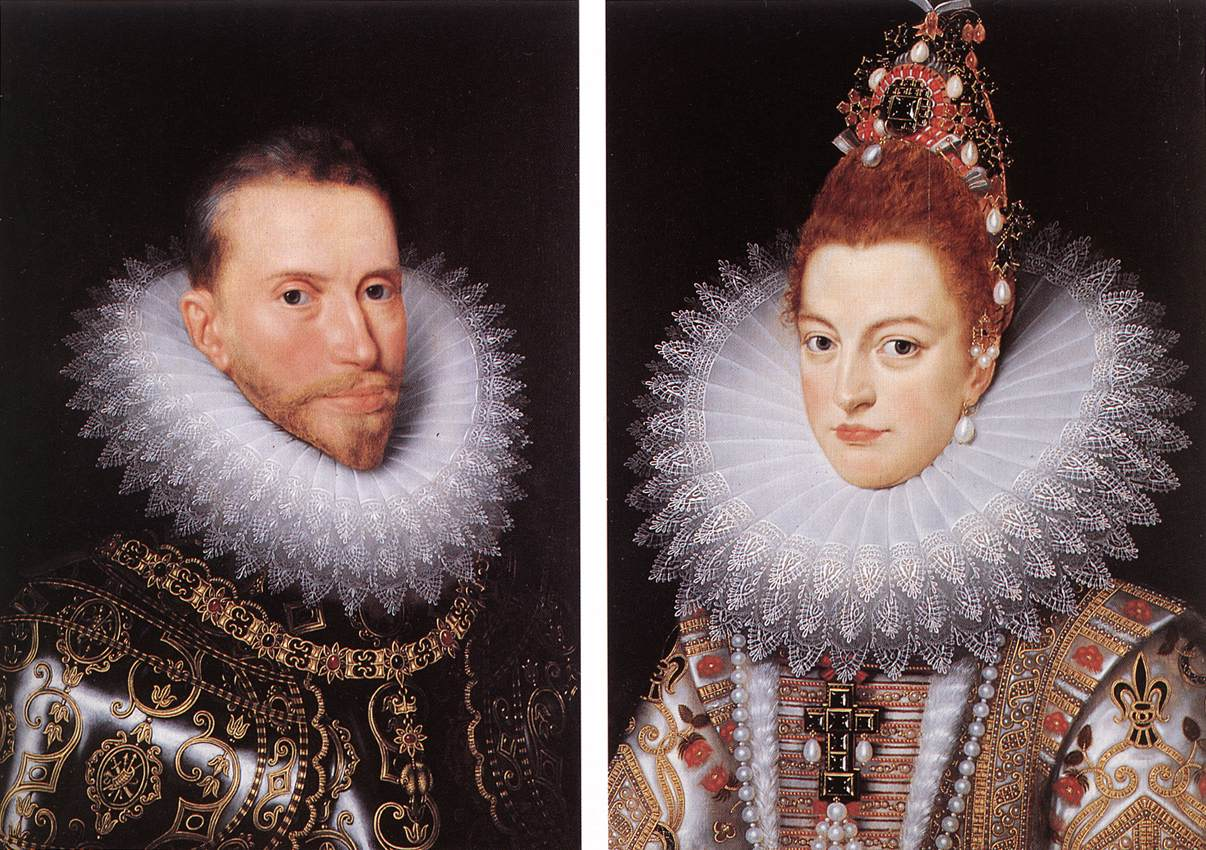
Retratos del archiduque Alberto de Austria y su esposa, la infanta española Isabel Clara Eugenia; gobernadores de los Países Bajos Españoles.

La situación de las Provincias Unidas no era mucho mejor. Después de más de treinta años de guerra, y con el comercio exterior bloqueado por el embargo que España mantenía contra ellas, la flota holandesa intentaba aliviar la precariedad de sus finanzas expandiéndose comercialmente hacia las Indias.
Mauricio de Nassau era estatúder y Johan van Oldenbarnevelt gran pensionario al frente de los Estados Generales de los Países Bajos.

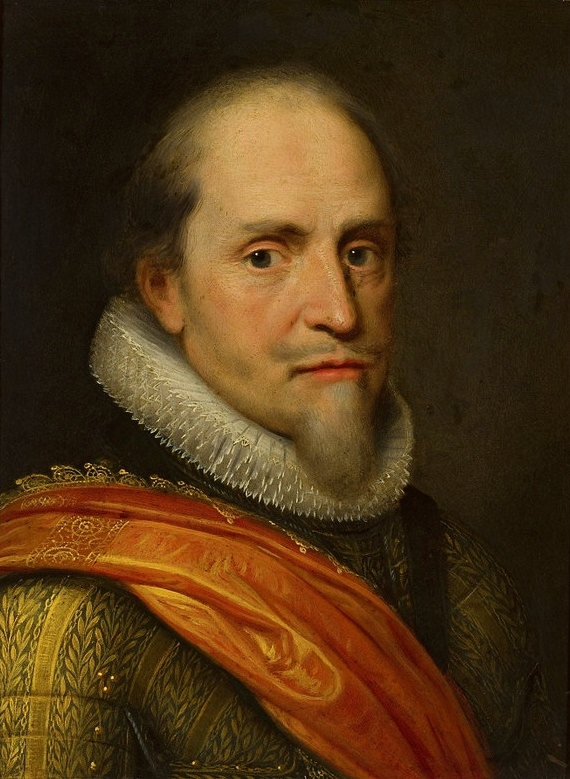
Retrato de Mauricio de Nassau, estatúder de los Países Bajos.

## Importancia de Ostende

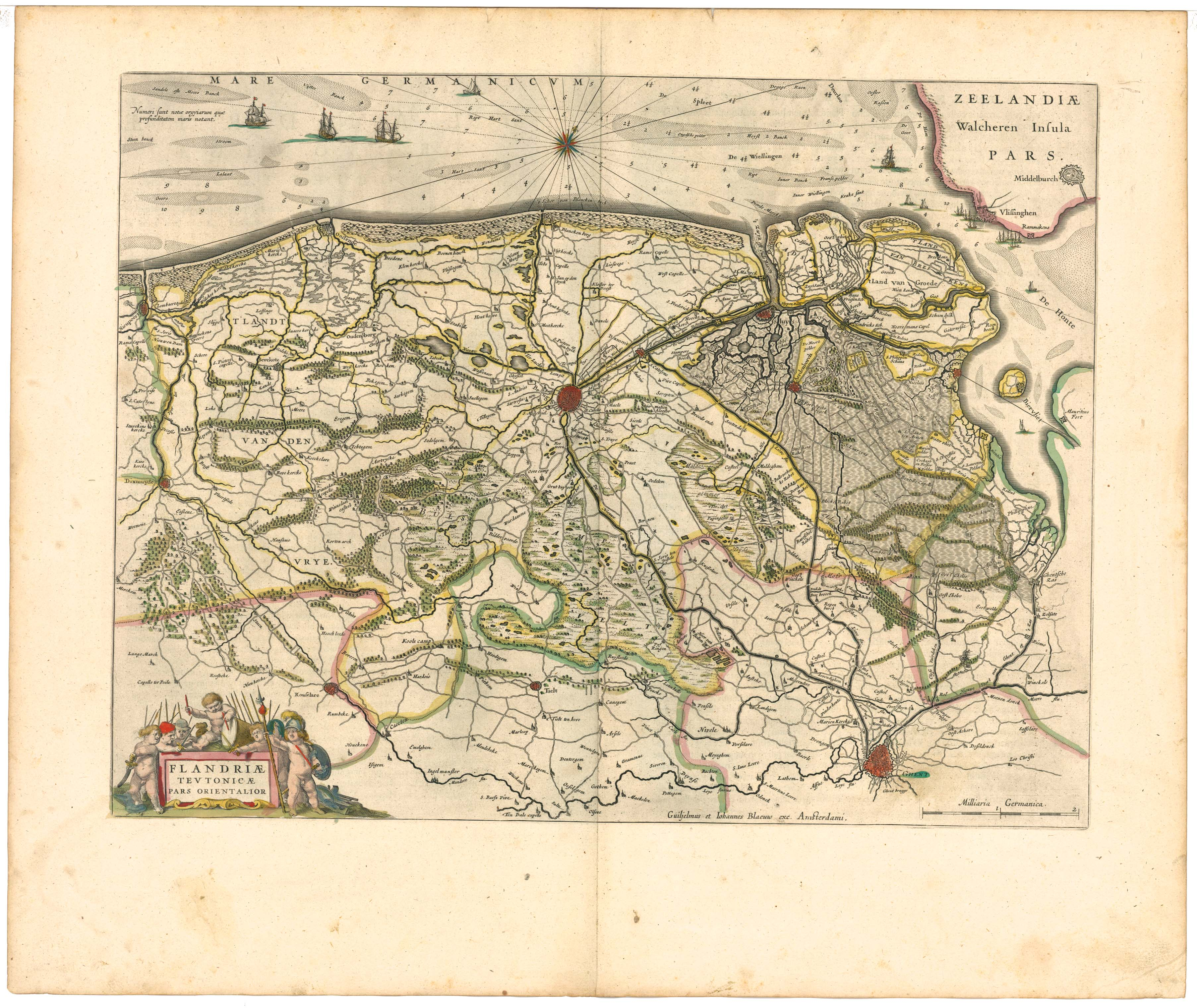
Mapa de Blaeu de la provincia de Flandes, 1645; Ostende al norte del país.

Fundada quinientos años antes, la ciudad de Ostende era a mediados del siglo XVI una villa pesquera de unos 3000 habitantes. Solo a partir del inicio de la guerra ganaría importancia por su posición estratégica: situada en la provincia de Flandes Occidental, a orillas del Mar del Norte, fue fortificada por los holandeses entre 1583 y 1590, y convertida en un importante puerto militar. En 1600 el ejército de las Provincias Unidas bajo el mando de Mauricio de Nassau utilizó Ostende como base de operaciones para invadir Flandes, en un intento por conquistar la ciudad de Dunquerque que terminaría con la victoria holandesa en la batalla de Nieuwpoort.
A diferencia de otras plazas de los Países Bajos, que durante la guerra cambiaron de manos varias veces, Ostende nunca antes había sido conquistada por los españoles. Era la única posesión de la república holandesa en Flandes y su captura era una cuestión estratégica para los ejércitos del imperio español. Las provincias neerlandesas leales a España, molestas por las constantes incursiones hostiles que los corsarios de la flota de las Provincias Unidas hacían contra ellos desde Ostende, ofrecieron financiar el asedio con 300 000 florines mensuales.

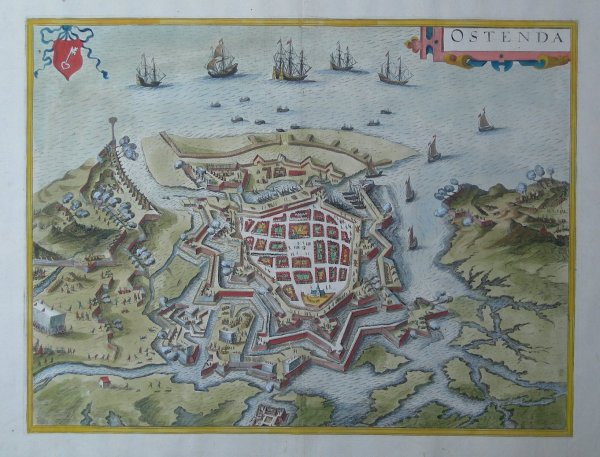
Ostende en la época del asedio. Mapa de Georg Braun y Franz Hogenberg

Ocupando una superficie de menos de un kilómetro cuadrado, estaba dividida en dos partes, la ciudad vieja junto al puerto y la nueva, ambas separadas por un canal, con puentes que las unían; el conjunto estaba fuertemente amurallado y aislado de tierra firme por terreno arenoso y pantanoso; rodeada por el este por el canal Geule, ancho, profundo y navegable, que servía como entrada para el tráfico marítimo hacia la ciudad; por el oeste por el canal Old Haven, que por su poco calado no era navegable pero tampoco se podía vadear fácilmente (ambos canales servían como fosos defensivos, cuyo nivel de agua podía ser regulado desde las esclusas situadas en la ciudad); por el sur un entramado impracticable de arroyos y pantanos; y por el norte abierta al mar, por donde podía recibir refuerzos y suministros durante la pleamar sin impedimento.
Su conquista no parecía sencilla con los medios al uso en la época: excavación de trincheras y minado subterráneo. Ya en 1587, durante los preparativos de la invasión de Inglaterra por la Armada Invencible, Alejandro Farnesio, gobernador de los Países Bajos en nombre de España, había rechazado la idea de su conquista por considerarla una empresa temeraria.

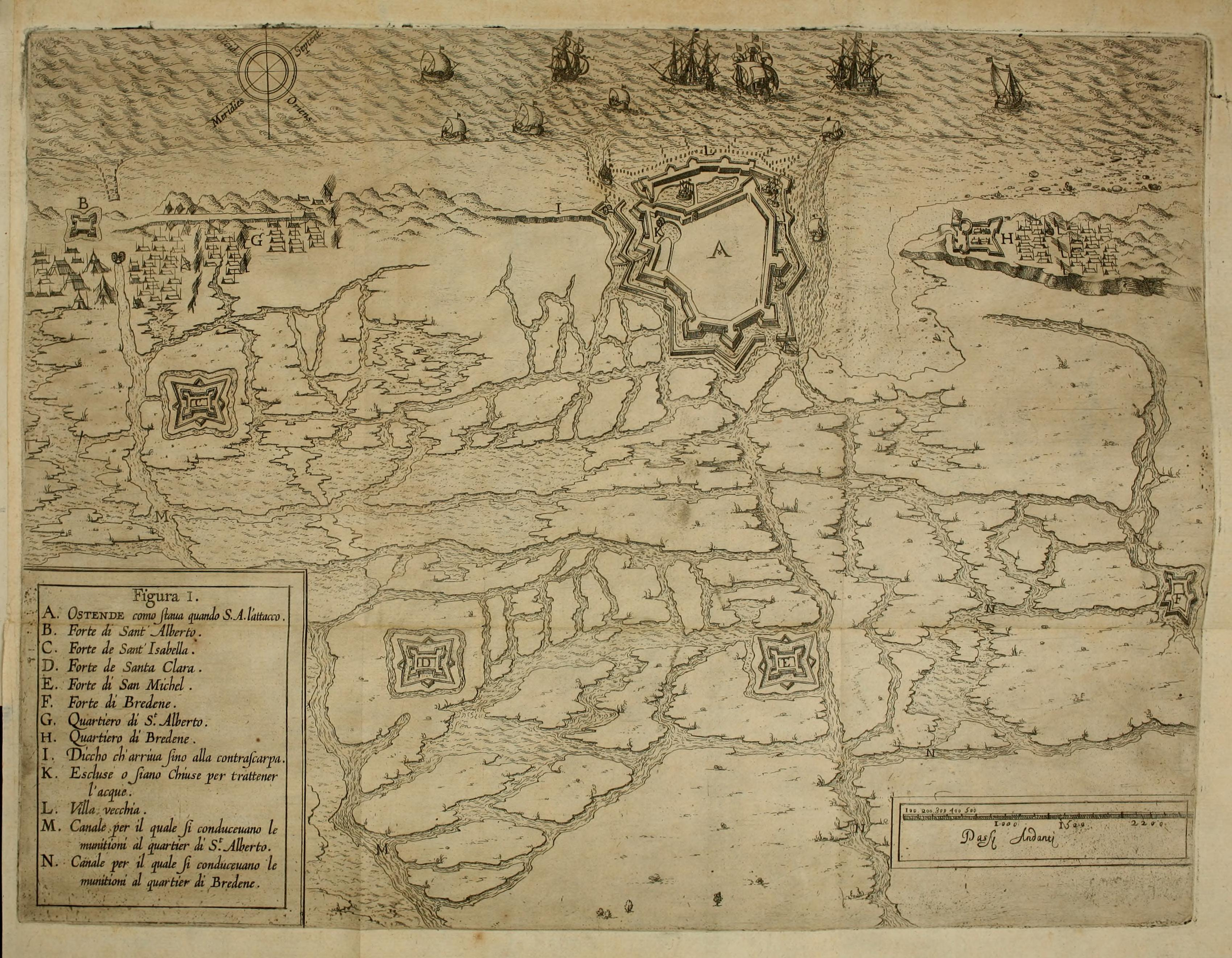
Plano de Ostende y sus cercanías en 1601, por Pompeo Giustiniano.

## El asedio
El sitio de Ostende fue una campaña completa dentro de la guerra, que acaparó las energías de ambos bandos en conflicto, extendiéndose por toda la zona geográfica circundante: una sucesión constante de combates terrestres y navales, intentos de asalto y contraataques, obras de ingeniería militar e innovaciones tecnológicas, labores de espionaje y diplomacia, misiones para conseguir apoyo financiero, motines y deserciones de ambos bandos. Tuvo cobertura mediática internacional, espectadores ajenos contemplando el sitio, justificaciones religiosas. Escuela militar de Europa, universidad de la guerra, nueva Troya, gran carnaval de la muerte, fueron algunos de los calificativos que se le dieron.

### Fuerzas en combate
Los tercios del Imperio español eran considerados en su época como la élite de los cuerpos militares, que mantuvieron la hegemonía militar española durante el siglo XVI y gran parte del XVII. La calidad de su organización y la estricta disciplina, que los hacían tan eficientes, no eran obstáculos para que en determinadas circunstancias (retrasos en las pagas o condiciones precarias) sus protestas desembocaran en motines violentos. El número de efectivos en Ostende osciló entre 8000 y 20 000, relevándose a lo largo del asedio; (esta cifra no incluye los acompañantes no combatientes en la retaguardia: mochileros, criados, prostitutas, comerciantes, etc).
Las fuerzas defensoras de Ostende, parte del ejército de las Provincias Unidas, reorganizado años antes por Mauricio de Nassau, basaba su fuerza en la (aparente) inexpugnabilidad de las fortificaciones de la plaza, la superioridad de los holandeses en el mar y la imposibilidad física de los tercios de cerrar la parte norte de Ostende, por donde durante todo el asedio la ciudad recibió refuerzos y suministros por vía marítima. El número de soldados de la guarnición varió durante la campaña entre 3000 y 8000, sin contar el personal civil.
Aunque en ambos bandos la atención sanitaria estaba prevista en los campamentos, con la presencia de barberos, médicos, boticarios y hospitales de campaña, el alto número de heridos después de un combate, desbordando la capacidad del personal médico, hacía que las amputaciones fueran la solución habitual. Las deficientes condiciones higiénicas extendían las infecciones y la peste, causante de mayor número de muertes que los combates.
Espadas, puñales, picas, arcabuces y mosquetes fueron las armas más utilizadas, además de rudimentarios (e imprevisibles) explosivos y granadas de mano y especialmente artillería, de la que se haría un uso intensivo en Ostende.

### Internacionalidad
En el conflicto participaron actores de múltiples nacionalidades: los defensores holandeses contaban con la ayuda de un numeroso contingente de ingleses enviados en apoyo de la causa protestante por Isabel I de Inglaterra, por aquel entonces en guerra contra España, escoceses, flamencos, franceses con el favor de Enrique IV de Francia y alemanes de los principados protestantes. Por parte de los atacantes, los tercios del Imperio español estaban compuestos por soldados reclutados en todos los dominios de los Habsburgo, castellanos, portugueses, italianos, alemanes, valones, suizos, borgoñones, flamencos leales a España, irlandeses, además de mercenarios de otros países. El papa Clemente VIII también apoyaría la causa católica de los atacantes, enviando dinero y asesores militares. Emanuel van Meteren, cronista del sitio, lo definiría como «una olla podrida de nacionalidades».

### Campaña militar

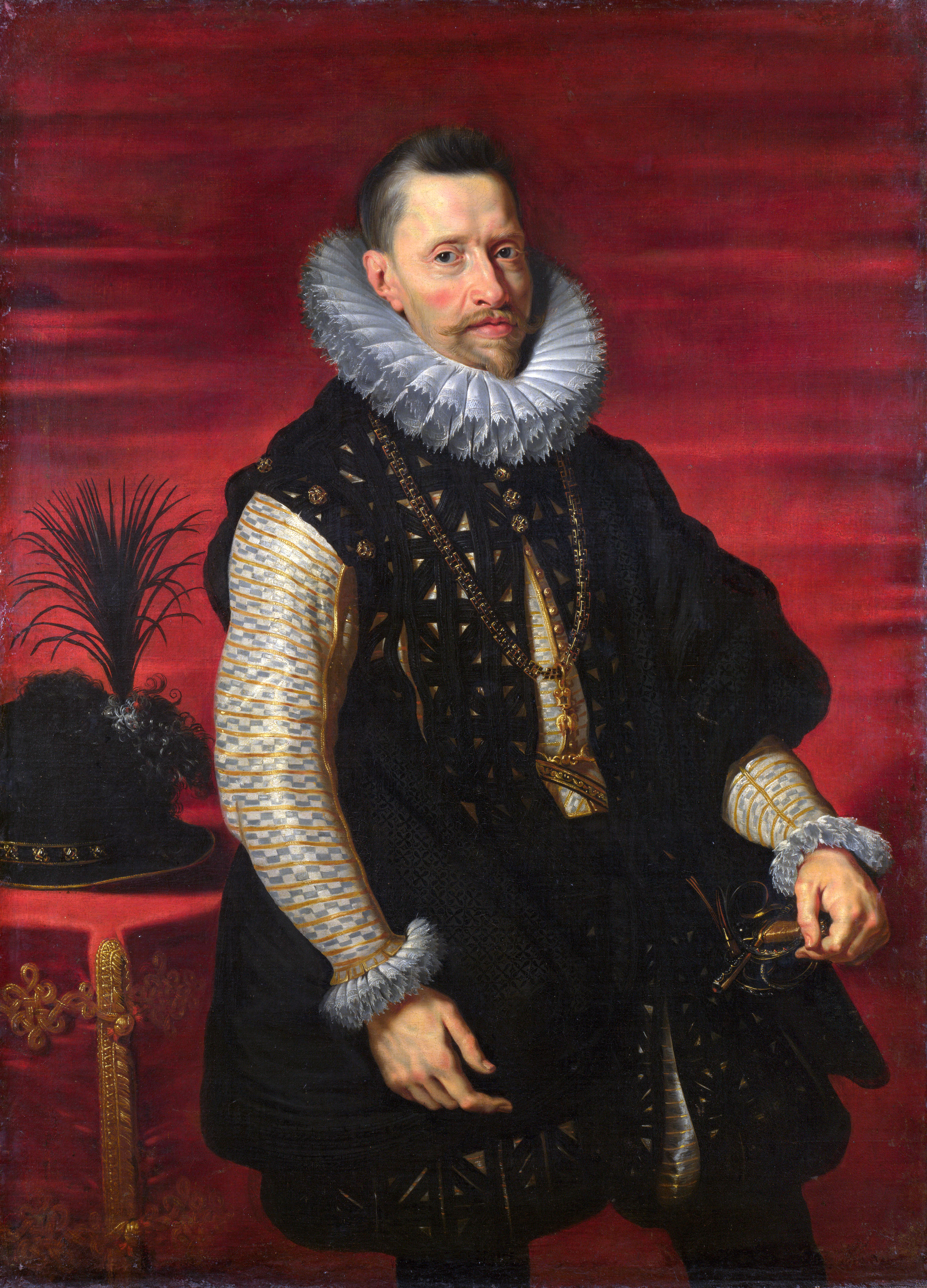
Alberto de Austria

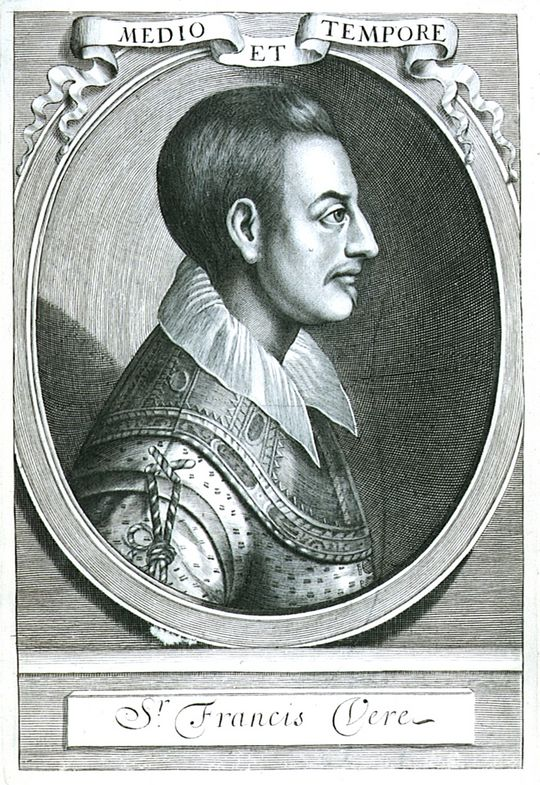
Francis Vere

El 5 de julio de 1601 entre 12 000 y 20 000 soldados de los tercios del Imperio español bajo el mando del archiduque Alberto de Austria pusieron cerco a la villa de Ostende. Los defensores contaban con 7000 u 8000 hombres, entre ellos 2000 ingleses. A mediados de julio llegó Sir Francis Vere, militar inglés, héroe de la batalla de Nieuwpoort, designado por los Estados Generales de los Países Bajos para ocuparse de la defensa de la plaza en sustitución del gobernador Charles van der Noot.
Cincuenta piezas de artillería españolas cañoneaban la ciudad, mientras los soldados de los tercios intentaban cegar los fosos para poder vadearlos. El conde de Bucquoy, al mando de las fuerzas sitiadoras al este de Ostende, ante la imposibilidad de hacer lo mismo debido a la corriente del canal Geule, comenzó la construcción de un dique desde su posición hacia la ciudad, donde colocar artillería con la que batir los barcos que entraban y salían por el norte. Estas obras eran constantemente interrumpidas por las crecidas del mar, desarrollándose bajo el fuego proveniente de la ciudad, que seguía recibiendo refuerzos y suministros por su lado norte por vía marítima.

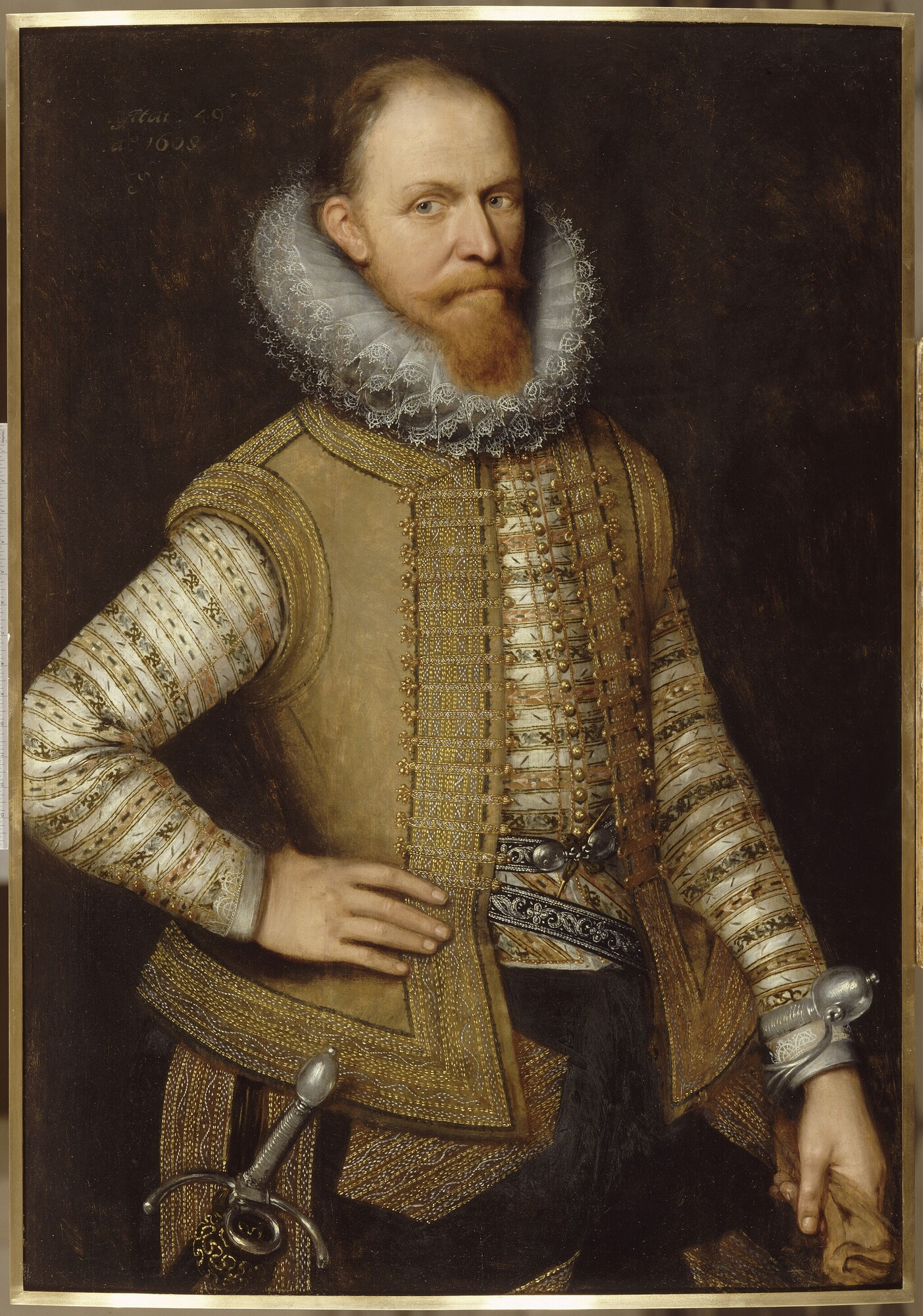
Mauricio de Nassau según Michiel Jansz. van Mierevelt.

Mauricio de Nassau, al frente del ejército de las Provincias Unidas marchó a socorrer a la ciudad. Contra la opinión de los Estados Generales, que le instaban a enfrentarse a los asediadores y expulsarlos del campo de batalla, consciente de la imprudencia de provocar un ataque directo, optó por recorrer las áreas circundantes, en un intento por bloquear los suministros españoles y desviar la atención de estos fuera de Ostende. Tomó Rhinberg y Meurs, y en noviembre plantó asedio a la ciudad de Bolduque, que resultó fallido por el socorro de Frederic van den Berg, primo de Mauricio al servicio del archiduque.
Alberto de Austria envió a un espía llamado Coningsby, quien pasó a Inglaterra, consiguió cartas de recomendación para Francis Vere y entró en Ostende al servicio de los defensores; desde dentro informó a los españoles, hasta que fue descubierto y expulsado de la ciudad.

#### Negociaciones de rendición
En diciembre de 1601 el número de los defensores de la guarnición había bajado a menos de 3000; de las fuerzas españolas que iniciaron el asedio quedaban menos de 8000 efectivos. La artillería de los tercios había disparado 163 000 proyectiles dentro de la ciudad y no quedaba dentro de ella ningún edificio sin daños.
El 23 de diciembre, tras cinco meses y medio de asedio y después de dos meses sin recibir refuerzos, enterado Francis Vere de los preparativos de un gran asalto inminente a la ciudad por parte de las tropas españolas, propuso parlamento a los españoles, en una estratagema por ganar tiempo para esperar la llegada de refuerzos; envió a dos de sus capitanes, John Ogle y Charles Fairfax, como rehenes al campamento de los sitiadores, mientras estos enviaron a Mateo Antonio, intendente general del ejército español, y a Mateo Serrano, gobernador de La Esclusa, al interior de la fortaleza de Ostende para negociar las condiciones de la rendición. El día 25, durante el transcurso de las conversaciones llegaron tres naves con 600 zelandeses como refuerzo a Ostende, tras lo cual Vere rompió las negociaciones.

#### Asalto

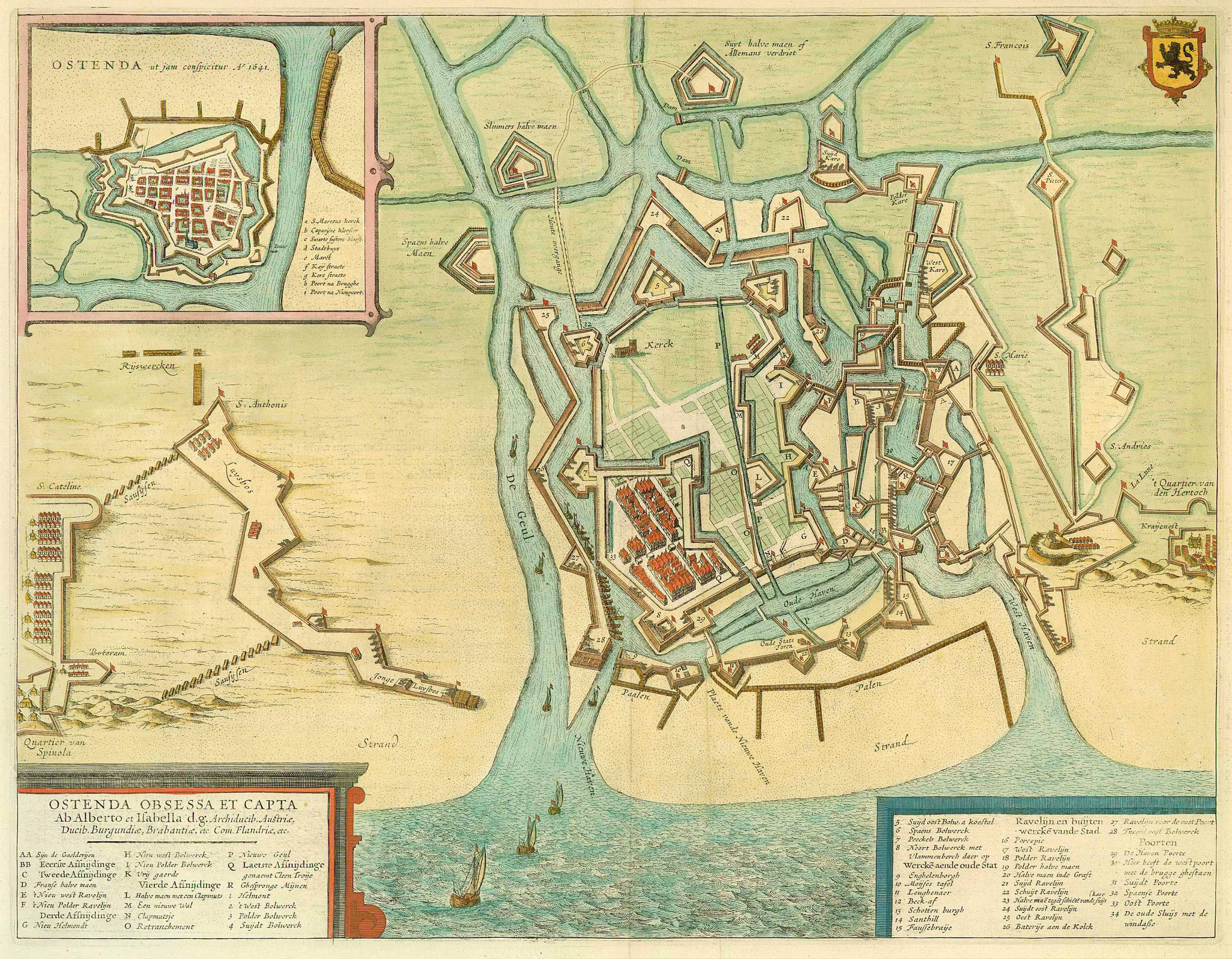
Mapa de Ostende durante el sitio. (Blaeu, 1649)

El 7 de enero de 1602 se produjo el asalto que las fuerzas españolas habían pospuesto durante las conversaciones; después de bombardear intensamente la plaza durante todo el día, aprovecharon la marea baja del atardecer para cruzar los fosos y atacar por los tres flancos posibles: este, sur y oeste. Parapetados tras los amurallamientos de la ciudad, los defensores rechazaron fácilmente el ataque, que se saldó con la muerte de entre 800 y 1500 soldados de los tercios; aproximadamente otros 2000 murieron ahogados cuando desde la ciudad abrieron las esclusas que anegaban los fosos. Tras el fracaso de este asalto, los soldados de los tercios se amotinaron como protesta por el elevado número de bajas habidas, culpando a sus mandos de haberles llevado a una muerte segura; el archiduque Alberto de Austria hubo de sofocar el motín con el fusilamiento de varios de los participantes.

#### Relevo de Vere
En marzo de 1602, Francis Vere sería destinado a servir con las fuerzas de Mauricio de Nassau, por lo que su lugar en la defensa de Ostende lo ocuparía el coronel zelandés Frederic van Dorp. En julio de este mismo año Mauricio puso sitio a Grave, tomándola el 18 de septiembre, y continuó su avance por Brabante y Luxemburgo.

#### Los Spinola
Federico y Ambrosio Spinola, hermanos genoveses, ofrecieron sus servicios al rey de España: Federico Spinola llegó a la corte española en Valladolid, donde Felipe III puso a su disposición seis galeras, con las que marchó a La Esclusa, desde donde hostigó a los holandeses por mar. Posteriormente se le concederían otras ocho, de las que cinco se perderían en el camino desde España, en enfrentamientos con la flota holandesa. Por su parte Ambrosio Spinola, junto con el conde de Fuentes, gobernador de Milán, reclutó 8000 hombres en Italia, a costa de su propio patrimonio y del crédito concedido por los banqueros genoveses, que partieron hacia Ostende para reforzar las tropas del archiduque.

#### Motines
La falta de pagas y la escasez de víveres entre los asediadores llevaron a un cuerpo de 3000 soldados de los tercios italianos a amotinarse; se hicieron fuertes en Hoogstraeten, desoyendo los llamamientos a la disciplina que les hizo el archiduque; alentados por Mauricio de Nassau, se pasaron a las filas enemigas cayendo la ciudad en poder protestante el 10 de agosto de 1603.

#### Diplomacia
La muerte de la reina Isabel I de Inglaterra en marzo de 1603, y su sucesión por Jacobo I dio lugar a conversaciones diplomáticas en las que tanto los embajadores de España, Juan de Tassis y Acuña y el duque de Frías Juan Fernández de Velasco, como Johan van Oldenbarnevelt al frente de la delegación de las Provincias Unidas intentaron atraer la complicidad del nuevo monarca inglés en el conflicto de Flandes, del que Ostende era el tema central. La respuesta inglesa no se haría efectiva hasta la firma del tratado de Londres de 1604, en el que Inglaterra firmaría la paz con España, comprometiéndose a no prestar ayuda a los rebeldes holandeses. La puesta en práctica de las cláusulas del tratado se llevaría a cabo finalizado el sitio de Ostende.

#### El mando de Ambrosio Spinola

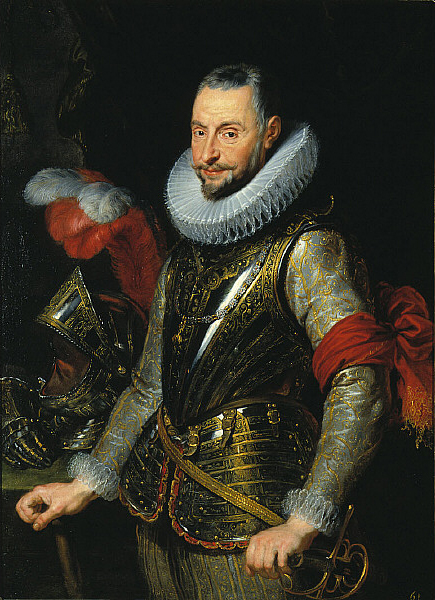
A. Spinola

Tras dos años de campaña, los progresos que las tropas del archiduque habían logrado en el asedio eran escasos: los intentos por cegar el Old Haven por el oeste no habían dado el resultado esperado, y el dique que Bucquoy mantenía por el este no había conseguido detener el transporte marítimo a la ciudad: el puerto seguía recibiendo barcos con tropas de refuerzo y víveres suficientes. Solo los reductos exteriores habían sido conquistados.
En octubre de 1603, Ambrosio Spinola sucedió a Alberto de Austria en el mando de las fuerzas españolas. Spinola, proveniente de una familia noble genovesa, no tenía ninguna experiencia militar anterior, pero su conocimiento de la teoría militar, su implicación personal en el conflicto y su personalidad carismática, sirviendo como incentivo a las tropas, acelerarían los avances hacia la conquista de la ciudad.

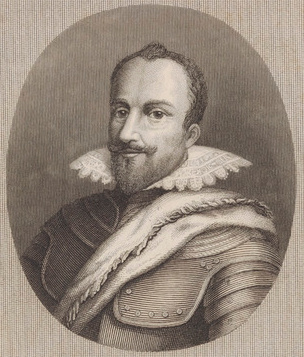
D´Hertaing

Spinola se centró en atacar la ciudad por la parte oeste y suroeste, paralizando la construcción del dique que las tropas del conde de Bucquoy levantaban en la parte este.
Peter van Gieselles sustituyó a Charles van der Noot en el gobierno de la ciudad a finales de 1603. Entre febrero y marzo de 1604 la ciudad sufrió graves daños a causa de las fuertes tormentas. Muerto en combate van Gieselle en marzo, le sucedió el coronel John van Loon, también muerto cuatro días después por el impacto de una bala de cañón; su sustituto provisional el sargento mayor Jacques de Bievry sería malherido y evacuado a Zelanda. Jacques van der Meer, barón de Berendrecht, sería designado como comandante de la plaza, muerto poco después de un mosquetazo; su puesto sería ocupado por el coronel holandés Uytenhoove quien, malherido, sería a su vez reemplazado por el valón Daniel d´Hertaing.

#### Sitio de La Esclusa
Mauricio de Nassau y su primo Guillermo Luis de Nassau, al frente de un ejército de 11 000
 –18 000
 
hombres penetraron en Flandes en abril de 1604, poniendo sitio a la ciudad de La Esclusa; aunque Luis de Velasco, general de la caballería española, y más tarde el propio Spinola acudieron en su socorro, no pudieron evitar su pérdida; el 19 de agosto, el gobernador de la ciudad Mateo Serrano la rindió a los holandeses.

#### Rendición
El 2 de junio los asediadores de Ostende consiguieron abatir la muralla de la parte sur de la ciudad, para descubrir que durante el asedio los defensores habían levantado otra muralla interior. Parapetados los españoles en la recién conquistada muralla exterior y los holandeses en la interior, arreciaron los combates, ya de por sí intensos.
El 20 de septiembre el gobernador de Ostende Daniel d´Hertaing rindió la ciudad ante las fuerzas de Ambrosio Spinola. Los 3000 ocupantes de la ciudad fueron respetados y se les permitió marchar hacia Flesinga.
En este punto los imperiales habían perdido aproximadamente 55 000 hombres en los combates.
La ciudad permanecería en poder español hasta su toma por las tropas de la Alianza de La Haya el 8 de julio de 1706.

## Ingeniería militar

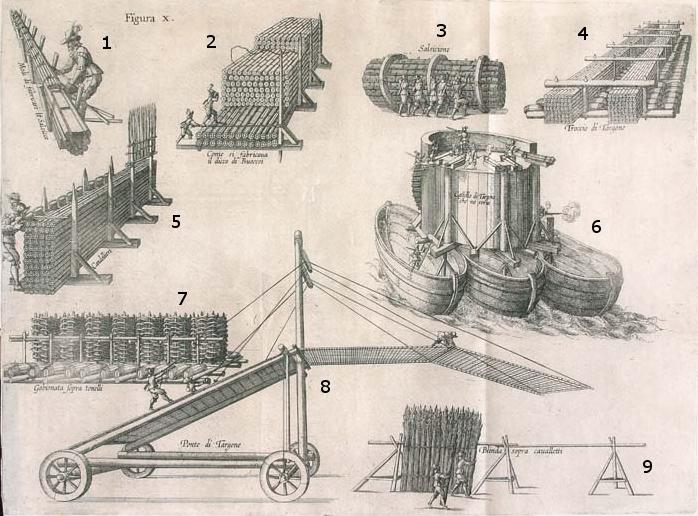
Invenciones del arquitecto italiano Pompeo Targone.

Mientras en la toma de otras ciudades fortificadas la costumbre era la excavación de trincheras hacia las murallas y la colocación de minas explosivas bajo éstas, la particularidad del terreno sobre el que se asentaba Ostende, rodeado de fosos y canales, no permitió la aplicación de estas técnicas. Los ingenieros militares de los asediadores se vieron obligados a idear nuevos métodos que facilitaran la conquista. Entre ellos Pompeo Targone, arquitecto italiano al servicio de las tropas españolas, diseñó diversos artefactos a tal efecto (imagen izquierda):
1 y 3, la construcción de los llamados coloquialmente salchichones, estructuras de mimbre rellenas de piedras y tierra que eran hundidas en los fosos por los soldados de los tercios; se utilizaron en la parte oeste de la ciudad para permitir al vado del canal Old Haven.
2 y 4, al este, el canal Geule, más profundo y caudaloso que el Old Haven, no permitía la técnica anterior; las tropas del conde de Bucquoy, aprovechando las horas de la bajamar, construyeron un dique hacia la ciudad sobre el que montaron piezas de artillería para impedir la entrada de barcos hacia el puerto. Sobre el proceso de construcción de este dique escribiría Pompeo Giustiniano:

Primero se clavaban estacas, de 15 pies de largo, a las que luego se ataban otras longitudinalmente mediante cabos fabricados con leños retorcidos, elevándose la obra lo suficiente para que la creciente del agua no la inundase; después se metía dentro mucha arena para resistir el ímpetu del mar. Sobre el dicho dique se levantó también un parapeto de tierra y fajinas de 30 pies de largo, dejándose a la distancia conveniente, cañoneras para meter las piezas de artillería.

6, cañones montados sobre barcas que se adentraban en los fosos 
para 
bombardear la ciudad desde posiciones más cercanas; este diseño resultaría un fracaso: se hundió en su primer viaje antes de poder realizar el primer disparo.
8, puente levadizo móvil, conocido como puente de Targone: el propio Spinola hizo notar que un único proyectil de la artillería holandesa impactando en una de sus ruedas podría inutilizarlo definitivamente.
Los trabajos de los defensores no serían menores: la reparación de las murallas exteriores destruidas por la artillería de los tercios y la erección de la muralla interior requirieron de todos los materiales disponibles. A mediados de 1604, la mayoría de los edificios de Ostende, incluyendo la única iglesia habían sido desmantelados para reutilizar sus piedras y vigas en la reconstrucción de las defensas de la ciudad.

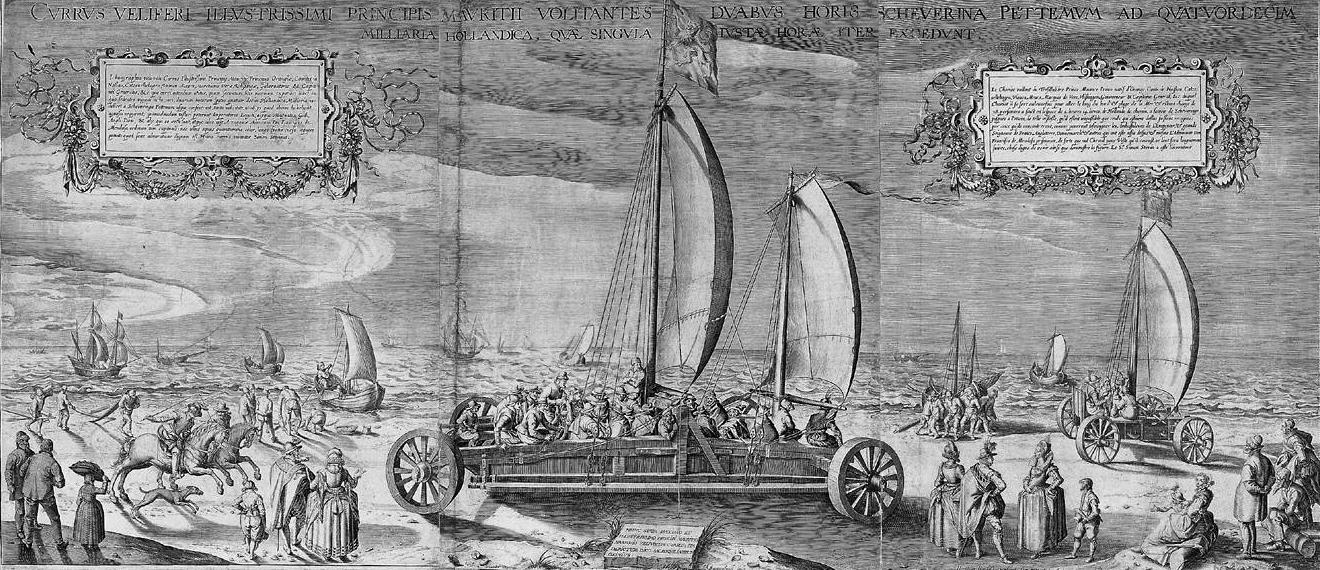
Carro anfibio.

La época, al final del Renacimiento sería propicia para los avances tecnológicos. A la derecha, el «carro a vela», vehículo anfibio diseñado por Simon Stevin, probado con éxito por Mauricio de Nassau en su viaje inaugural en 1602.

## Consecuencias
Tras la rendición, los ejércitos españoles encontraron una ciudad completamente devastada. Tres años, dos meses y dos semanas de asedio bajo el fuego casi constante de la artillería, los esfuerzos de los defensores por reconstruir las murallas destruidas a costa de la utilización de los materiales de construcción de la ciudad y las enfermedades sufridas por la población durante el sitio, habían dejado Ostende en unas condiciones lamentables.

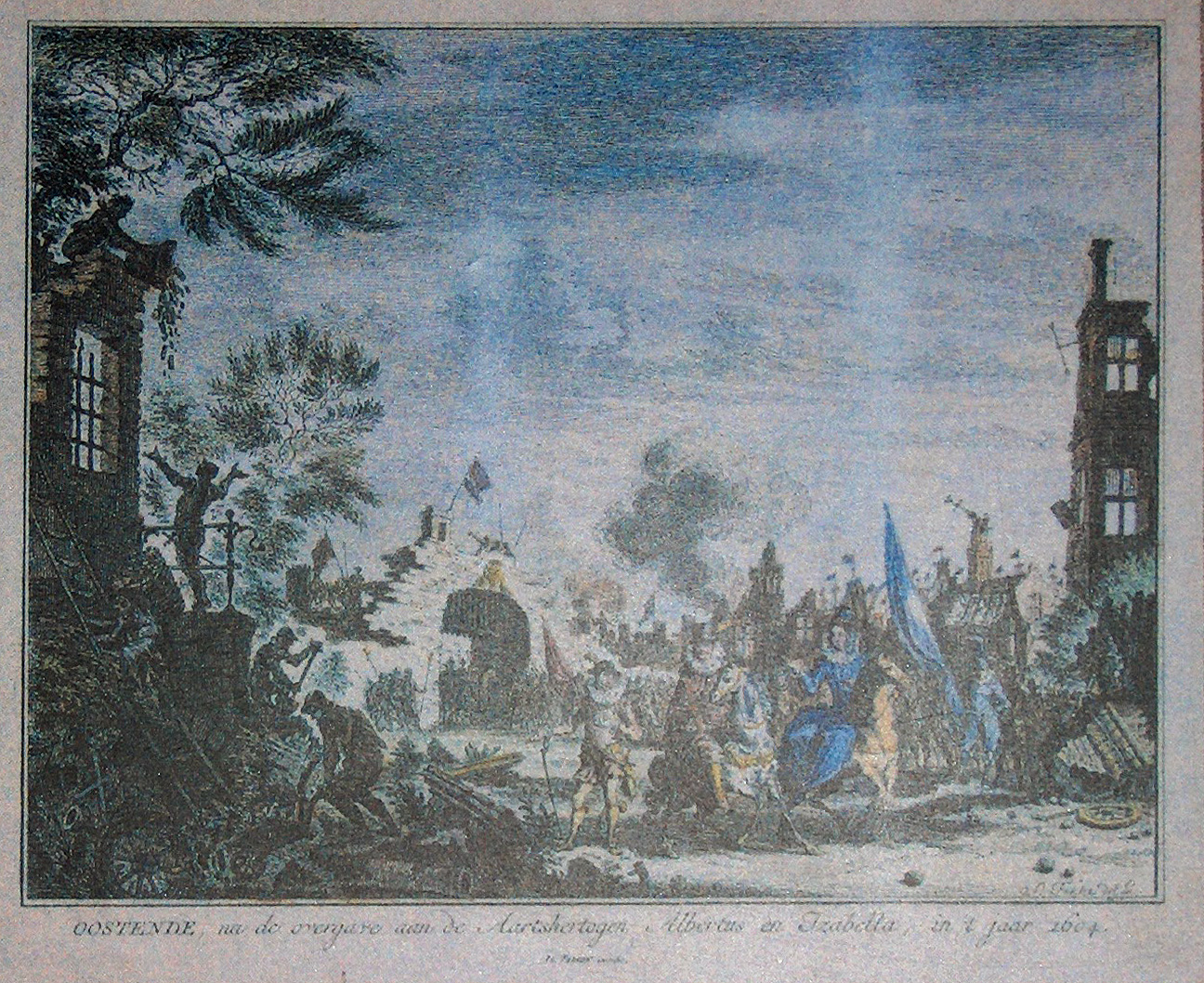
Entrada de los archiduques Alberto e Isabel de Austria a las ruinas de Ostende, contemplando la devastación de la ciudad.

A pesar de que las autoridades españolas consideraron la toma de Ostende un éxito militar y lo utilizaron como argumento propagandístico, el tiempo y dinero invertidos en el asedio y el elevado número de bajas hacen posible considerarlo objetivamente una empresa ruinosa (la Hacienda Real española se declararía en quiebra en 1607, en parte por los gastos de la guerra de Flandes). El cansancio económico y militar por un asedio tan largo llevaría a los dos bandos en conflicto a mantener una tregua tácita durante el invierno de 1604–1605, preludio de la tregua de los doce años firmada en 1609.
Las intenciones estratégicas españolas de arrebatar a los holandeses su único puerto militar en la parte occidental del mar del Norte, se vieron compensadas por la conquista por Mauricio de Nassau de la ciudad de La Esclusa, que a partir de ese momento pasó a ocupar el lugar de Ostende como base de operaciones militares navales de los holandeses.
Tras la victoria (20 de septiembre de 1604), Ambrosio Spinola fue nombrado maestre de campo general, mando supremo del ejército en Flandes. Agustín Mexía, castellano de Amberes y quien dirigió las operaciones hasta 1602 con la llegada de Juan de Ribas, quedó como gobernador de Ostende.
El sitio de Ostende está considerado como la campaña militar más larga de la guerra de los Ochenta Años, y uno de los asedios más largos y cruentos de la historia mundial: durante su desarrollo murieron más de 100 000 personas de ambos bandos, en una cantidad imposible de precisar. A principios del siglo XXI, cuatrocientos años después del sitio, en las obras de acondicionamiento del centro urbano de Ostende todavía seguían apareciendo restos humanos que se atribuyen a las víctimas del asedio.

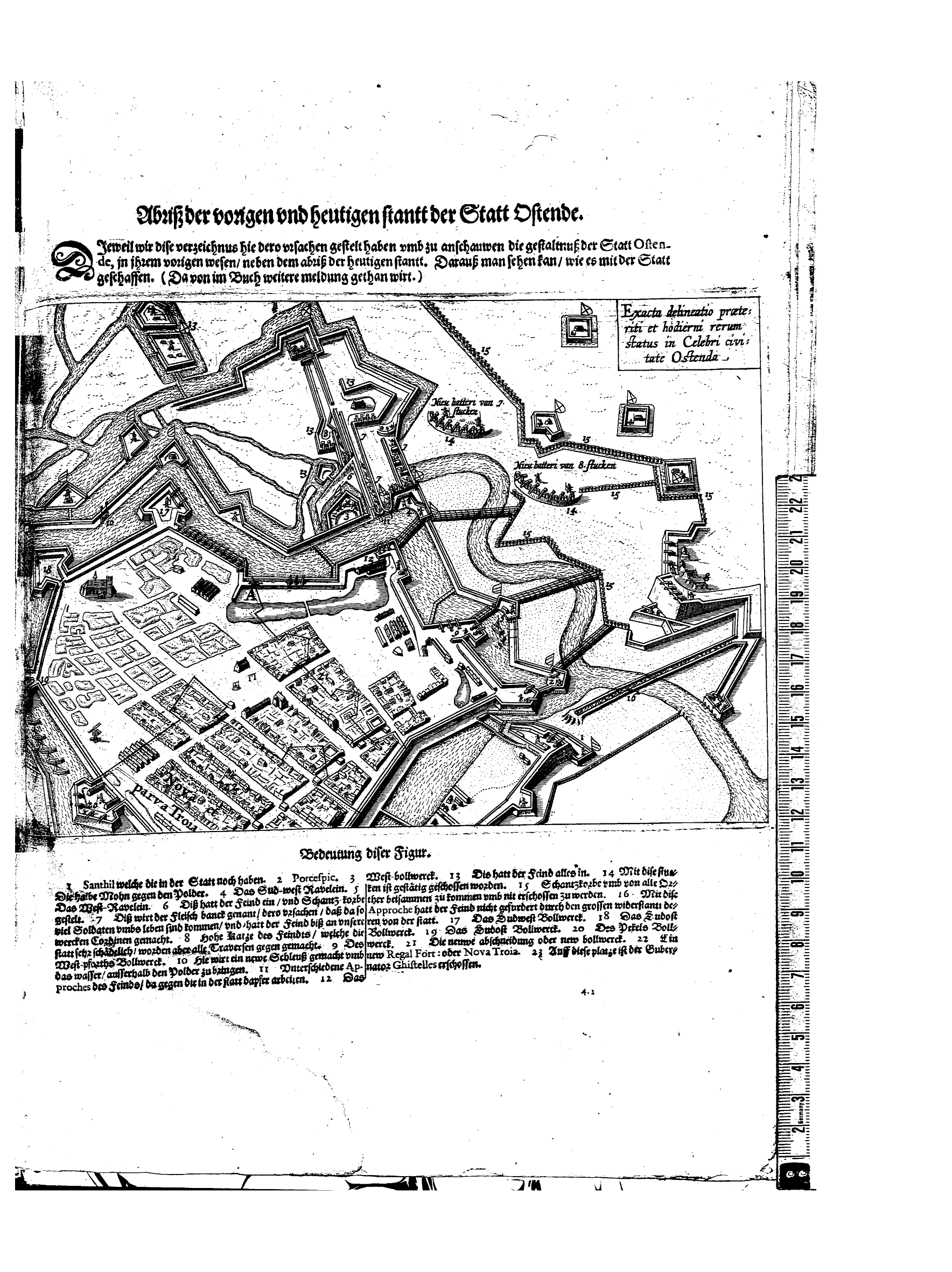
Diario del sitio de Ostende, 1604

## Arte y literatura
La campaña de Ostende tuvo una amplia cobertura en los medios de comunicación de la época. El diario del sitio de Ostende (anónimo), circuló por toda Europa traducido a varios idiomas, a modo de periódico.
Sebastian Vrancx, Cornelis de Wael, Pieter Snayers, Baptiste van Doetecom o Wilhelm Iützenkinchen retrataron en óleos y grabados el asedio.
Floris Balthasar o Joan Blaeu, dibujarían la cartografía del sitio, además de otros. Gabrielle di Philippo Ughi modelaría una maqueta del asedio para Giovanni de Medici.
Henrik van Haestens, Guido Bentivoglio (De la Guerra de Flandes), Emanuel van Meteren (Historia de los Países Bajos), Hugo Grocio (Anales et Historia), fueron algunos de los testigos presenciales que anotaron sus experiencias.

## Anecdotario
- Según cuenta la leyenda, la archiduquesa Isabel Clara Eugenia prometió no cambiarse de ropa interior hasta que la ciudad de Ostende hubiera sido conquistada. La larga duración del asedio dio lugar a que el color de su ropa se tornara, lógicamente, de blanco a oscuro, y desde entonces se suele aplicar el término isabelo o isabelino a las reses o caballerías cuyo color de pelaje oscila entre blanco y amarillo. Otra leyenda afirma que en realidad se refiere a Isabel la Católica con respecto a la toma de Granada de 1492. Sin embargo, se cree que estas leyendas son probablemente apócrifas y de origen extranjero, ya que, de acuerdo con el Oxford English Dictionary, el término ya era usado antes de estas fechas.

- En 1603, antes de la caída de la ciudad, los holandeses acuñaron una medalla alusiva al sitio de Ostende con un motivo satírico; en el anverso de la moneda, un zorro, representando a España, mira ansioso a un gallo encaramado a un árbol, que simboliza a Ostende, sin poderlo alcanzar. En el reverso, un plano de la ciudad.
- El fuego de artillería contra la ciudad llegó a ser tan intenso que los proyectiles lanzados por los cañones de los tercios quedaban amontonados junto a la parte exterior de las murallas. Los nuevos disparos, cayendo sobre los anteriores, los hacían rebotar como canicas.[17]
- Tras la rendición, Spinola y sus lugartenientes celebraron junto a los oficiales de la guarnición defensora un banquete amistoso en reconocimiento al heroísmo y el tesón de estos durante el asedio.